# Jaroslav Hutka
Jaroslav Hutka (ur. 21 kwietnia 1947 roku w Ołomuńcu) – czeski muzyk, kompozytor i piosenkarz.

## Życiorys
Hutka urodził się w 21 kwietnia 1947 w Ołomuńcu, gdzie jego ojciec był właścicielem sklepu meblowego. Po przewrocie komunistycznym w lutym 1948 sklep wraz z domem został wywłaszczony, a w roku 1952 na Boże Narodzenie całą rodzinę wysiedlono do wsi Bouzov, gdzie żyła w nędznych warunkach przez dwa lata, zanim pozwolono jej wrócić do Ołomuńca.
W 1962 roku, piętnastoletni wówczas, Jarosław Hutka został przyjęty do średniej szkoły rzemiosła artystycznego w Pradze, w której poświęcił się przede wszystkim malarstwu. W trzeciej klasie wydawał czasopismo Suché zboží (Suche towary). Czasopismo zostało jednakże zakazane, Hutka był warunkowo wydalony ze szkoły, następnie po niezdanej poprawce z języka rosyjskiego powtarzał trzecią klasę. Powtarzając trzecią klasę Hutka zorganizował wybory na przewodniczącego szkoły. Wybory te wygrał i zaczął wydawać nowe czasopismo pod tytułem Hyde Park. Jednak w styczniu 1966 roku sam odszedł za szkoły. Pod koniec 1966 r. kupił sobie gitarę i jesienią 1967 wspólnie z Vladinirem Veitem zaczął występować publicznie. W roku 1968 grał z Petrem Kalandrou, w roku 1969 z Vlastou Třešňákem, następnie z Hvězdonem Cignerem a w roku 1972 ze Štěpanem Rakem. Od roku 1969 grywał także nieregularnie z Radimem Hladikem, który uczestniczył później w nagraniu obu płyt  Hutki z ludowymi piosenkami a po roku 1989 ponownie z nim występował. W 1969 roku Jarosław Hutka ożenił się z Zorką Růžovou, plastyczką i autorką kilku ważnych pieśni z repertuaru Hutki (Tango o Pradze, Cudzoziemcy, Rozgrzewka i inne). Od 1969 roku zainteresował się zapomnianymi ludowymi, morawskimi balladami ze zbiorów Františka Sušila z pierwszej połowy XIX wieku. Nieprzychylna, z początku, reakcja publiczności i krytyki zaczęła się zmieniać po wydaniu pierwszej płyty Stůj břízo zelená (Stój brzozo zielona) w roku 1974.
Od 1971 roku raz w tygodniu występował razem z Vlastou Třešňákem, Vladimirem Mertou i Miroslavem Kováříkem w programie Tyjátr písničkářů (Scena pieśniarzy) w teatrze Atelier. Po roku Scena się rozpadła i Jarosław Hutka założył z Zuzanną Michnovou spółkę piosenkarską Šafrán, do której przystąpili następnie Vlasta Třešňák, Vladimir Merta i inni. Spółka Šafrán stała się później legendą czeskiego pieśniarstwa, które było znaczącym elementem czeskiej kultury niezależnej w latach siedemdziesiątych i osiemdziesiątych. W sezonie 1972/73 Šafrán koncertował w studenckim klubie Saks na Placu Karola w Pradze, później (1973/74) dzięki patronatowi Spółki nad ochroną konia huculskiego, w Baráčnické rychtě na ulicy Nerudy w Pradze a kolejny sezon 1974/75 w klubie Tesli także w Pradze. W sezonie 1976/77 Šafrán wraca do klubu na ulicy Nerudy w Pradze i jest to zarazem jego ostatni sezon. W 1974 roku Jarosław Hutka napisał zbiór poezji Klíč pluhu (Klucz pługu), który ukazał się w 1978 roku w podziemnym wydaniu Jiřího Gruntoráda Popelnice. W roku 1981 zbiór został wydany w monachijskim wydawnictwie Poesie mimo domov (Poezja poza ojczyzną) Daniela Stroža. W 1974 roku w wydawnictwie muzycznym Supraphon ukazała się płyta Hutki z zaadaptowanymi przez niego ludowymi pieśniami pt. Stůj břízo zelená (Stój brzozo zielona). Jednakże do roku 1975 Jarosław Hutka występował głównie w akademikach studenckich.
W Czechosłowacji w latach siedemdziesiątych, w sferze kultury było zakazane prawie wszystko, co nie było wyraźnie dozwolone a niezależni artyści byli stale przedmiotem represji ze strony państwa. Ludzie z długimi włosami byli automatycznie uważani za „antyspołeczny element”, trudno się więc dziwić, że w 1975 roku po koncercie w Chocni, Jarosław Hutka został zatrzymany i przesłuchany przez Służbę Bezpieczeństwa. Był ścigany za obrazę głowy państwa, narodu, rasy i przekonań. Wkrótce potem, po wyborze Gustawa Husaka na prezydenta Czechosłowacji, ogłoszono amnestię i zaniechano prawnego ścigania Hutki. W 1976 roku w Supraphonie wyszła jeszcze oficjalnie płyta Vandrovali hudci (Wędrowali muzycy), która stała się na długi czas ostatnią wydaną płytą Jarosława Hutki w ówczesnej Czechosłowacji. Inną, wyprodukowaną już płytę stowarzyszenia Šafrán, Służba Bezpieczeństwa nakazała zniszczyć. W 1976 roku Jarosław Hutka napisał nowelę Dvorky (Podwórka), poświęconą pisarzowi Ivanowi Klimie. Ukazała się ona w 1977 roku w podziemnej edycji Popelnice, w 1980 w wydawnictwie Publishers 68 Josefa Škvoreckiego w Toronto a w roku 1997 wspólnie z książką Plechovka (Puszka) w wydawnictwie Votobia.
Po aresztowaniu Václava Havla w styczniu 1977, tuż po publicznym ogłoszeniu Deklaracji Karta 77, Jarosław Hutka napisał pieśń Havlíčku, Havle, która otwiera paralelę między sławnym czeskim dziewiętnastowiecznym dziennikarzem, który za względu na swe poglądy został skazany na banicję a Vaclavem Havlem, jednym z rzeczników Karty 77. Pieśń bardzo szybko stała się popularna i zapewniła Hutce olbrzymią sympatię wśród setek tysięcy słuchaczy, ale równocześnie stałą uwagę i represje ze strony Służby Bezpieczeństwa. W maju 1977 został aresztowany i przesłuchiwany przez trzy dni. Latem 1977 w słowackim mieście Pezinok ostatni raz wystąpił publicznie. Ponieważ władza państwowa nie mogła już polegać na autocenzurze śpiewaków i przestrachu organizatorów, jesienią 1977 roku na polecenie Służby Bezpieczeństwa został rozesłany do wszystkich organizatorów koncertów okólnik zakazujący występów Jarosława Hutki. Pod koniec 1977 roku Jarosław Hutka złożył swój podpis pod Kartą 77, ale odrzucił propozycję Vaclava Havla, żeby zostać jednym z nowych rzeczników.
W 1977 roku napisał książkę Utkání se skálou (Wojna ze skałą), w roku 1978 książkę Plechovka (Puszka), która wyszła w tym samym roku w edycji Petlice a później w roku 1997 w Votobii. W tym samym roku został oskarżony o prowadzenie działalności bez pozwolenia, za co groziła mu kara pozbawienia wolności. Będąc pod stałą presją ostatecznie został pozbawiony obywatelstwa czechosłowackiego i wysiedlony. Czechosłowację opuścił 18 października 1978 roku.
Azyl polityczny uzyskał w Holandii, przez kilka lat mieszkał w Rotterdamie. W Europie zachodniej koncertował dla krajanów i emigrantów, nauczył się holenderskiego, w tym języku także – oprócz angielskiego i niemieckiego – śpiewał. W wydawnictwie Šafrán, które miało swoją siedzibę w Szwecji (gdzie wydawało płyty gramofonowe czeskich i polskich pieśniarzy) ukazały się płyty Pravdepodobné vzdalenosti, 1979 (Prawdopodobne odległości) i Minulost mává nám, 1979 (Przeszłość macha do nas). W 1984 roku Jarosław Hutka otrzymał obywatelstwo holenderskie. W tym samym roku wydał śpiewaną po holendersku płytę pod tytułem Hier is mijn thuis (Tady domov mám – Tu jest moja ojczyzna). Od 1986 roku we własnym wydawnictwie pod nazwą Fosil wydawał dla emigrantów swoje piosenki (ogółem 22 kasety). Z holenderską kapelą big-beatową nakręcił, w wersji czeskiej i holenderskiej, audiokasetę Nizozemí – Nederland prócz tego w języku czeskim kasetę Novinové sloupy (Kolumny gazetowe) i Vyjdi slunko (Wyjdź słoneczko), które po 1989 r. wyszły także jako płyty gramofonowe. W 1988 roku przeprowadził się do Kolonii w Niemczech.
We wrześniu 1988 i w czerwcu 1989 występował na koncertach w Budapeszcie dla publiczności z Czechosłowacji. Na początku listopada 1989 grał wspólnie z innymi czeskimi pieśniarzami emigracyjnymi we Wrocławiu.
25 listopada 1989 r. wrócił z holenderskim paszportem do Czechosłowacji, wystąpił na wielkiej demonstracji podczas trwania aksamitnej rewolucji w Pradze. Jeszcze w roku 1989 kilka razy koncertował w Pradze, wydał kasetę i płytę Listopad 89 w wydawnictwie Panton, płytę CD i videokasetę Návrat (Powrót) w Supraphonie oraz książkę Požár v bazaru (Pożar na bazarze), która zawiera felietony z lat 1977-1989. Po raz pierwszy książka ta ukazała się wiosną 1989 r. w Rotterdamie w wydawnictwie Hutki, Sebetlač. W 1990 roku własnym nakładem wydał płyty Novinové sloupy i Vyjdi slunko. We wrześniu 1990 r. wrócił na stałe do Czechosłowacji. W 1991 r. wyszła jego płyta CD Pánbů na poli. W roku 1994 CD Pravdepodobné vzdalenosti, ale z zupełnie inną zawartością niż jej szwedzkie wydanie. W roku 1996 wydał tom wierszy Koryta krve (Koryta krwi), dwa lata później zbiór felietonów Podzim je tady (Przyszła jesień). W 1998 roku otwiera własne wydawnictwo Fosil – Samopal. Do 2006 roku wydał w nim 31 różnych płyt CD i jedno potrójne CD Koncert za zajíce.
Z biegiem czasu został krytykiem czeskiej postkomunistycznej demokracji.